# Olympische Winterspiele

Austragung der Olympischen Winterspiele
Länder mit einmaliger Austragung
Länder mit mehrmaliger Austragung
Städte mit einmaliger Austragung
Städte mit zweimaliger Austragung

Olympische Winterspiele sind Teil der Olympischen Spiele und werden seit 1924 ausgetragen. Zuvor gab es Wintersportwettbewerbe (wie Eiskunstlaufen) als Teil der Olympischen Sommerspiele von London 1908 und Antwerpen 1920. Der Gründer der Olympischen Spiele, Pierre de Coubertin, war gegen Winterspiele, weil es sie in der Antike auch nicht gab und er die Nordischen Spiele seines Freundes und IOC-Gründungsmitglieds Oberst Viktor Balck (Schweden) schützen wollte. Mit dem Rückzug Coubertins war der Weg frei, eine weitere olympische Tradition zu begründen. Bis 1992 fanden die Winterspiele im selben Jahr wie die Olympischen Sommerspiele statt. Seit 1994 finden sie im zweijährigen Wechsel mit den Olympischen Sommerspielen statt.

## Definitionen
Als Olympiade wird der Zeitraum zwischen zwei Sommerspielen oder zwischen zwei Winterspielen bezeichnet, der im Normalfall vier Jahre beträgt. Der Begriff Winterolympiade bezeichnet jedoch die jeweiligen Olympischen Spiele im Winter.
Im Gegensatz zu den Olympischen Sommerspielen werden bei den Olympischen Winterspielen die Zahl der Spiele und nicht die Zahl der Olympiaden gezählt. Kriegsbedingt ausgefallene Spiele sind daher in der offiziellen Zählung nicht berücksichtigt.

## Zeittafel Olympische Winterspiele
Übersicht aller bisherigen olympischen Wettkämpfe in Wintersportarten.
| Nr.    | Jahr | Austragungsort                                                       | Mannschaften | Teilnehmer | Teilnehmer | Teilnehmer | Wettkampfprogramm | Wettkampfprogramm        | Anmerkungen |
| Nr.    | Jahr | Austragungsort                                                       | Mannschaften | gesamt     |            |            | Wettbewerbe       | Disziplinen (Sportarten) | Anmerkungen |
| ------ | ---- | -------------------------------------------------------------------- | ------------ | ---------- | ---------- | ---------- | ----------------- | ------------------------ | --- |
| I.     | 1924 | Chamonix                                                             | 16           | 258        | 247        | 13         | 16                | 9 (6)                    | Die internationale Wintersportwoche wurde erst nachträglich vom IOC als I. Olympische Winterspiele anerkannt. Als offizielle Wettbewerbe gab es Curling und einen Vergleich im Militärpatrouillenlauf.                                                               |
| II.    | 1928 | St. Moritz                                                           | 25           | 464        | 438        | 26         | 14                | 8 (4)                    | Da der 10.000-m-Eisschnelllauf nicht beendet werden konnte, wurden nur in 13 Wettbewerben Medaillen vergeben. |
| III.   | 1932 | Lake Placid                                                          | 17           | 252        | 231        | 21         | 14                | 7 (4)                    | |
| IV.    | 1936 | Garmisch-Partenkirchen                                               | 28           | 646        | 566        | 80         | 17                | 8 (4)                    | Erstmalige Austragung von Alpinen Skirennen. |
| –      | 1940 | Sapporo (zurückgegeben) St. Moritz (entzogen) Garmisch-Partenkirchen |              |            |            |            |                   |                          | Japan musste wegen des Japanisch-Chinesischen Krieges die Spiele an das IOC zurückgeben. Die Neuvergabe an St. Moritz machte das IOC wegen Differenzen bei den Ski-Wettbewerben rückgängig. Wegen des Zweiten Weltkriegs entfielen die Spiele dann schließlich ganz. |
| –      | 1944 | Cortina d’Ampezzo                                                    |              |            |            |            |                   |                          | Ausgefallen wegen des andauernden Zweiten Weltkriegs. |
| V.     | 1948 | St. Moritz                                                           | 28           | 669        | 592        | 77         | 22                | 9 (4)                    | |
| VI.    | 1952 | Oslo                                                                 | 30           | 694        | 585        | 109        | 22                | 8 (4)                    | |
| VII.   | 1956 | Cortina d’Ampezzo                                                    | 32           | 821        | 687        | 134        | 24                | 8 (4)                    | |
| VIII.  | 1960 | Squaw Valley                                                         | 30           | 665        | 521        | 144        | 27                | 8 (4)                    | Keine Bobbahn vorhanden; Aufnahme von Biathlon |
| IX.    | 1964 | Innsbruck                                                            | 36           | 1091       | 892        | 199        | 34                | 10 (6)                   | Aufnahme von Rodeln |
| X.     | 1968 | Grenoble                                                             | 37           | 1158       | 947        | 211        | 35                | 10 (6)                   | |
| XI.    | 1972 | Sapporo                                                              | 35           | 1006       | 801        | 205        | 35                | 10 (6)                   | |
| XII.   | 1976 | Innsbruck                                                            | 37           | 1123       | 892        | 231        | 37                | 10 (6)                   | Das IOC vergab in einer zweiten Entscheidung die Spiele nach Innsbruck, nachdem Denver sie wegen der Ablehnung durch die Bevölkerung bei einem Referendum zurückgeben musste.                                                                                        |
| XIII.  | 1980 | Lake Placid                                                          | 37           | 1072       | 840        | 232        | 38                | 10 (6)                   | Erfolgreichste Spiele für Liechtenstein (2 × Gold, 2 × Silber, 0 × Bronze) |
| XIV.   | 1984 | Sarajevo                                                             | 49           | 1272       | 998        | 274        | 39                | 10 (6)                   | |
| XV.    | 1988 | Calgary                                                              | 57           | 1423       | 1122       | 301        | 46                | 10 (6)                   | Das IOC verlängerte die Dauer der Winterspiele von 12 auf 16 Tage. |
| XVI.   | 1992 | Albertville                                                          | 64           | 1801       | 1313       | 488        | 57                | 12 (6)                   | erstmalige Austragung von Freestyle-Skiing (nur Buckelpistenrennen); |
| XVII.  | 1994 | Lillehammer                                                          | 67           | 1737       | 1215       | 522        | 61                | 12 (6)                   | Das IOC hatte die Winterspiele auf das mittlere Jahr zwischen zwei Sommerspielen gelegt, wodurch die Winterspiele 1992 und 1994 im Abstand von nur zwei Jahren stattfanden.                                                                                          |
| XVIII. | 1998 | Nagano                                                               | 72           | 2176       | 1389       | 787        | 68                | 14 (7)                   | Aufnahme von Curling als siebte Sportart. |
| XIX.   | 2002 | Salt Lake City                                                       | 77           | 2399       | 1513       | 886        | 78                | 15 (7)                   | Die Winterspiele dauerten 17 Tage. Skeleton war wieder in das Programm aufgenommen worden. |
| XX.    | 2006 | Turin                                                                | 80           | 2508       | 1548       | 960        | 84                | 15 (7)                   | Erfolgreichste Spiele aus österreichischer Sicht (9 × Gold, 7 × Silber, 7 × Bronze) |
| XXI.   | 2010 | Vancouver                                                            | 82           | 2566       | 1666       | 1044       | 86                | 15 (7)                   | |
| XXII.  | 2014 | Sotschi                                                              | 88           | 2873       | 1714       | 1159       | 98                | 15 (7)                   | mit 12 neuen Wettbewerben die bisher größte Erweiterung des Programms |
| XXIII. | 2018 | Pyeongchang                                                          | 93           | 2922       | 1680       | 1242       | 102               | 15 (7)                   | Erfolgreichste Spiele Deutschlands (14 × Gold, 10 × Silber, 11 × Bronze) |
| XXIV.  | 2022 | Peking                                                               | 91           | 2898       | 1603       | 1295       | 109               | 15 (7)                   | Norwegen stellte einen neuen Goldmedaillen-Rekord auf (16 × Gold, 8 × Silber, 13 × Bronze) Erfolgreichste Spiele für die Schweiz (7 × Gold, 2 × Silber, 6 × Bronze)                                                                                                  |
| XXV.   | 2026 | Mailand-Cortina                                                      |              |            |            |            | 116               | 16 (8)                   | Erstmalige Austragung von Skibergsteigen |
| XXVI.  | 2030 | Französische Alpen                                                   |              |            |            |            |                   |                          | |
| XXVII. | 2034 | Salt Lake City-Utah                                                  |              |            |            |            |                   |                          | |

Die hier aufgeführten Zahlen der teilnehmenden Sportler stützen sich auf die Angaben des IOC und können deshalb von anderen Aufstellungen abweichen, die z. B. die Zahl der tatsächlich angereisten Wettkämpfer oder Pressemitteilungen vor Beginn der Olympischen Spiele als Grundlage benutzen.

## Ewiger Medaillenspiegel
Bei sämtlichen Wettkämpfen an Olympischen Winterspielen wird eine Rangliste erstellt. Der ewige Medaillenspiegel ist eine Auflistung von allen Medaillen, geordnet nach Teilnehmerländern, die in der Geschichte der Spiele vergeben worden sind. Die Athleten (oder Mannschaften), die sich an erster, zweiter oder dritter Stelle klassieren, erhalten Medaillen als Auszeichnung. Der Gewinner erhält eine Medaille, die als „Goldmedaille“ bezeichnet wird (eigentlich sind es Silbermedaillen mit einem goldenen Überzug). Der Zweite erhält eine Medaille aus Silber, der Dritte eine Medaille aus Bronze.
| Platz                   | Athlet               | Nation    | Zeitraum  | Sportart       | 0 | 0 | 0 | Gesamt |
| ----------------------- | -------------------- | --------- | --------- | -------------- | - | - | - | ------ |
| 1                       | Marit Bjørgen        | NOR       | 2002–2018 | Skilanglauf    | 8 | 4 | 3 | 15     |
| 2                       | Ole Einar Bjørndalen | NOR       | 1998–2014 | Biathlon       | 8 | 4 | 1 | 13     |
| 3                       | Bjørn Dæhlie         | NOR       | 1992–1998 | Skilanglauf    | 8 | 4 | – | 12     |
| 4                       | Ireen Wüst           | NED       | 2006–2022 | Eisschnelllauf | 6 | 5 | 2 | 13     |
| 5                       | Ljubow Jegorowa      | EUN / RUS | 1992–1994 | Skilanglauf    | 6 | 3 | – | 9      |
| 6                       | Wiktor Ahn           | KOR / RUS | 2006–2014 | Shorttrack     | 6 | – | 2 | 8      |
| 7                       | Natalie Geisenberger | GER       | 2010–2022 | Rennrodeln     | 6 | – | 1 | 7      |
| 8                       | Tobias Arlt          | GER       | 2014–2022 | Rennrodeln     | 6 | – | – | 6      |
| 8                       | Lidija Skoblikowa    | URS       | 1960–1964 | Eisschnelllauf | 6 | – | – | 6      |
| 8                       | Tobias Wendl         | GER       | 2014–2022 | Rennrodeln     | 6 | – | – | 6      |
| Stand: 20. Februar 2022 |                      |           |           |                |   |   |   |        |

| Platz                   | Kürzel | Mannschaft         | Gold | Silber | Bronze | Gesamt | Liste |
| ----------------------- | ------ | ------------------ | ---- | ------ | ------ | ------ | ----- |
| 1                       | GER    | Deutschland        | 162  | 155    | 118    | 435    | Liste |
| 2                       | NOR    | Norwegen           | 148  | 133    | 124    | 405    | Liste |
| 3                       | RUS    | Russland           | 142  | 119    | 125    | 386    | Liste |
| 4                       | USA    | Vereinigte Staaten | 113  | 122    | 95     | 330    | Liste |
| 5                       | CAN    | Kanada             | 77   | 71     | 77     | 225    | Liste |
| 6                       | AUT    | Österreich         | 71   | 88     | 91     | 250    | Liste |
| 7                       | SWE    | Schweden           | 65   | 51     | 60     | 176    | Liste |
| 8                       | SUI    | Schweiz            | 62   | 58     | 57     | 177    | Liste |
| 9                       | NED    | Niederlande        | 53   | 49     | 45     | 147    | Liste |
| 10                      | FIN    | Finnland           | 45   | 65     | 65     | 175    | Liste |
| Stand: 20. Februar 2022 |        |                    |      |        |        |        |       |

Anmerkungen
| Kürzel | Kürzel | Mannschaft                              | 0   | 0   | 0   | Gesamt |
| ------ | ------ | --------------------------------------- | --- | --- | --- | ------ |
| RUS    | URS    | / Sowjetunion (1952–1988)               | 78  | 57  | 59  | 194    |
| RUS    | EUN    | Vereintes Team (1992)                   | 9   | 6   | 8   | 23     |
| RUS    | RUS    | Russland (1994–2014)                    | 47  | 38  | 35  | 120    |
| RUS    | OAR    | Olympische Athleten aus Russland (2018) | 2   | 6   | 9   | 17     |
| RUS    | ROC    | ROC (2022)                              | 6   | 12  | 14  | 32     |
| RUS    | Summe  | Summe                                   | 142 | 119 | 125 | 386    |

Stand: 20. Februar 2022
| Kürzel | Kürzel | Mannschaft                                    | 0   | 0   | 0   | Gesamt |
| ------ | ------ | --------------------------------------------- | --- | --- | --- | ------ |
| GER    | GER    | Deutsches Reich (1928–1936)                   | 3   | 3   | 3   | 9      |
| GER    | GER    | (West-)Deutschland (1952)                     | 3   | 2   | 2   | 7      |
| GER    | EUA    | / Deutschland (1956–1964)                     | 8   | 6   | 5   | 19     |
| GER    | FRG    | / BR Deutschland (1968–1988)                  | 11  | 15  | 13  | 39     |
| GER    | GDR    | / Deutsche Demokratische Republik (1968–1988) | 39  | 36  | 35  | 110    |
| GER    | GER    | Deutschland (seit 1992)                       | 98  | 93  | 60  | 251    |
| GER    | Summe  | Summe                                         | 162 | 155 | 118 | 435    |

Stand: 20. Februar 2022

## Todesfälle
Bisher sind vier qualifizierte Teilnehmer von Olympischen Winterspielen bei der Vorbereitung auf olympische Wettkämpfe zu Tode gekommen:
- Der britische Rennrodler Kazimierz Skrzypecki und der australische Skifahrer Ross Milne verunglückten beim Training einige Tage vor der Eröffnung der Winterspiele von Innsbruck 1964 tödlich.
- Nicolas Bochatay, ein Schweizer Teilnehmer der Demonstrations-Disziplin Geschwindigkeitsskifahren (Speedski), starb während der Winterspiele von Albertville 1992 auf einer öffentlichen Skipiste bei einer Kollision mit einer Pistenraupe.
- Der georgische Rennrodler Nodar Kumaritaschwili starb während des letzten Trainings am Tag der Eröffnung der Spiele in Vancouver 2010, als er nach der letzten Kurve aus der Bahn geworfen wurde und gegen einen Stahlträger prallte.[4][5][6]